# Lorita
Lorita es un género de polillas tortrícidas categorizado en la tribu Cochylini, de la subfamilia Tortricinae. Fue descrito por Busck en 1939.

## Especies
- Lorita baccharivora Pogue, 1988
- Lorita insulicola Razowski y Becker, 2007
- Lorita lepidulana (Forbes, 1931)
- Lorita scarificata (Meyrick, 1917)